# Lachancea dasiensis
Lachancea dasiensis är en jästsvamp som beskrevs 2009 av Ching-Fu Lee. Den föreslagna arten, baserad på två strängar isolerade från löv och en sträng isolerad från jord ifrån Taiwan, placeras i släktet Lachancea och familjen Saccharomycetaceae. Inga underarter finns listade i Catalogue of Life.